# Peromyscus
Peromyscus is een geslacht van zoogdieren uit de  familie van de Cricetidae. De wetenschappelijke naam van het geslacht werd in 1841 gepubliceerd door Constantin Wilhelm Lambert Gloger. 

## Soorten
Er worden 82 levende soorten in dit geslacht geplaatst:
- Peromyscus amplus Osgood, 1904
- Peromyscus angelensis Osgood, 1904
- Peromyscus attwateri (J. A. Allen, 1895)
- Peromyscus avius Osgood, 1909
- Peromyscus aztecus (Saussure, 1860)
- Peromyscus bakeri Álvarez-Castañeda et al., 2019
- Peromyscus beatae (Thomas, 1903)
- Peromyscus boylii (Baird, 1855)
- Peromyscus bullatus (Osgood, 1904)
- Peromyscus californicus (Gambel, 1848)
- Peromyscus caniceps (Burt, 1932)
- Peromyscus carletoni Bradley et al., 2014
- Peromyscus carolpattonae Álvarez-Castañeda et al., 2019
- Peromyscus chrysopus Hooper, 1955
- Peromyscus collinus Hooper, 1952
- Peromyscus cordillerae Dickey, 1928
- Peromyscus crinitus (Merriam, 1891)
- Peromyscus dickeyi (Burt, 1932)
- Peromyscus difficilis (J. A. Allen, 1891)
- Peromyscus ensinki Bradley et al., 2022
- Peromyscus eremicus (Baird, 1858) – Cactusmuis
- Peromyscus eva (Thomas, 1898)
- Peromyscus felipensis C. H. Merriam, 1898
- Peromyscus fraterculus (Miller, 1892)
- Peromyscus furvus (J. A. Allen & Chapman, 1897)
- Peromyscus gambelii (S. F. Baird, 1857)
- Peromyscus gardneri Lorenzo, Álvarez-Castañeda, Pérez-Consuegra, & Patton, 2016
- Peromyscus gossypinus (Le Conte, 1853)
- Peromyscus grandis (Goodwin, 1932)
- Peromyscus gratus (Merriam, 1898)
- Peromyscus greenbaumi Bradley et al., 2022
- Peromyscus guardia (Townsend, 1912)
- Peromyscus guatemalensis (Merriam, 1898)
- Peromyscus gymnotis (Thomas, 1894)
- Peromyscus hooperi (Lee & Schmidly, 1977)
- Peromyscus hylocetes (Merriam, 1898)
- Peromyscus keeni (Rhoads, 1894)
- Peromyscus kilpatricki Bradley et al., 2016
- Peromyscus labecula D. G. Elliot, 1903
- Peromyscus laceianus V. O. Bailey, 1906
- Peromyscus latirostris Dalquest, 1950
- Peromyscus leucopus (Rafinesque, 1818) – Witvoetmuis
- Peromyscus leucurus O. Thomas, 1894
- Peromyscus levipes (Merriam, 1898)
- Peromyscus madrensis (Merriam, 1898)
- Peromyscus maniculatus (Wagner, 1845) – Hertmuis
- Peromyscus mayensis (Carleton & Huckaby, 1975)
- Peromyscus megalops (Merriam, 1898)
- Peromyscus mekisturus (Merriam, 1898)
- Peromyscus melanocarpus (Osgood, 1904)
- Peromyscus melanophrys (Coues, 1874)
- Peromyscus melanotis (J. A. Allen & Chapman, 1897)
- Peromyscus melanurus (Osgood, 1909)
- Peromyscus merriami (Mearns, 1896)
- Peromyscus mexicanus (Saussure, 1860) – Mexicaanse hertmuis
- Peromyscus micropus R. H. Baker, 1952
- Peromyscus nasutus (J. A. Allen, 1891)
- Peromyscus nicaraguae J. A. Allen, 1908
- Peromyscus nudipes (J. A. Allen, 1891)
- Peromyscus ochraventer (Baker, 1951)
- Peromyscus pectoralis (Osgood, 1904)
- Peromyscus perfulvus (Osgood, 1945)
- Peromyscus polionotus (Wagner, 1843)
- Peromyscus polius (Osgood, 1904)
- Peromyscus purepechus León-Tapia et al., 2020
- Peromyscus sagax (Elliot, 1903)
- Peromyscus salvadorensis Dickey, 1928
- Peromyscus schmidlyi (Bradley, et al., 2004)
- Peromyscus sejugis (Burt, 1932)
- Peromyscus simulus (Osgood, 1904)
- Peromyscus slevini (Mailliard, 1924) – Slevins witvoetmuis
- Peromyscus sonoriensis (Le Conte, 1853)
- Peromyscus spicilegus (J. A. Allen, 1897)
- Peromyscus stephani (Townsend, 1912)
- Peromyscus stirtoni (Dickey, 1928)
- Peromyscus totontepecus C. H. Merriam, 1898
- Peromyscus tropicalis G. G. Goodwin, 1932
- Peromyscus truei (Shufeldt, 1885) – Pinjonmuis
- Peromyscus winkelmanni (Carleton, 1977)
- Peromyscus yucatanicus (J. A. Allen & Chapman, 1897)
- Peromyscus zamorae Osgood, 1904
- Peromyscus zarhynchus (Merriam, 1898)

## Uitgestorven soort
- † Peromyscus pembertoni (Burt, 1932)